# بیدار (مجموعه تلویزیونی)
بیدار (انگلیسی: Awaken; کره‌ای: 낮과 밤; لاتین‌نویسی اصلاح‌شده: Natgwa Bam) یک مجموعهٔ تلویزیونی کره جنوبی سال ۲۰۲۰–۲۰۲۱ با بازی نام گونگ مین، کیم سئول هیون و لی چونگ-آه است. این مجموعه به کارگردانی کیم جونگ-هیون و نویسندگی شین یو-دام، حول دو افسر پلیس در حین کشف اسرار وقایع مرموز رخ داده در ۲۸ سال پیش در یک دهکده می‌چرخد.
این مجموعه از ۳۰ نوامبر ۲۰۲۰ تا ۱۹ ژانویه ۲۰۲۱، دوشنبه و سه‌شنبه‌ها، ساعت ۲۱ (کی‌اس‌تی) از تی‌وی‌ان پخش شد.

## خلاصه داستان
دو جونگ-وو (نام گونگ مین)، رهبر یک تیم ویژه در آژانس پلیس کلان‌شهر سئول، در پایان تحقیق در مورد یک سری قتل‌های مرموز است. همراه با تیمش، که شامل افسر گونگ هه-ون (کیم سئول هیون) و جیمی (لی چونگ-آه) که یک کارآگاه اعزامی از طرف اف‌بی‌آی است، سرنخ‌هایی را کشف می‌کنند که این جنایات به نوعی مربوط به یک رویدادی غم‌انگیز که ۲۸ سال پیش در یک روستا به نام «شب سفید» رخ داده است، می‌شود.
کسی افراد مربوط به آن روستا را می‌کشد. چه کسی؟ و چرا حالا؟

## بازیگران

### اصلی
- نام گونگ مین در نقش دو جونگ-وو[۶][۷]
  - اوه هان-کیول در نقش کودکی جونگ-وو
- کیم سئول هیون در نقش گونگ هه-ون[۸]
- لی چونگ-آه در نقش جیمی لیتون[۹]
  - کوان یه-اون در نقش کودکی جیمی
- یون سون-وو در نقش مون جه-وونگ
  - جانگ سون-یول در نقش کودکی جه-وونگ

### مکمل

#### اطرافیان دو جونگ-وو
- وو هیون در نقش جونگ سون-گو

مدیر عامل سون‌جونگ ال‌پی. او مردی است که از جونگ-وو مراقبت کرده و به او کمک کرده تا با نام دیگری زندگی کند.
- جونگ ده-رو در نقش بک هیون-سو

#### اطرافیان گونگ هه-ون
- کیم چانگ-وان در نقش گونگ ایل-دو

پدر گونگ هه-ون، که مدیر مؤسسه تحقیقات زیست فناوری بِک‌یا است.
- جو کیونگ-سوک در نقش مادر هه-ون

#### اطرافیان مون جه-وونگ
- جانگ هیوک-جین در نقش جانگ یونگ-شیک

مدیر عامل شرکت مودو

#### ایستگاه پخش
- یون کیونگ-هو در نقش لی جی-ووک[۱۰][۱۱]
- کیم کی-نام در نقش پی‌دی نو

#### آژانس پلیس کلان‌شهر سئول
- کیم وون-هه در نقش هوانگ بیونگ-چول

معاون رئیس آژانس پلیس کلان‌شهر سئول.
- بک جی-وون در نقش لی تک-جو[۱۲]

مدیر مدیریت اطلاعات آژانس پلیس کلان‌شهر سئول.
- چوی ده-چول در نقش یون سوک-پیل

یک کارآگاه در تیم ویژه آژانس پلیس کلان‌شهر سئول که یک هکر ماهر است.
- لی شین-یونگ در نقش جانگ جی-وان[۱۳]

عضو تیم ویژه آژانس پلیس کلان‌شهر سئول.
- کانگ ره-یون در نقش مین یو-را

یک آسیب‌شناس از خدمات پزشکی قانونی ملی که کالبد شکافی می‌کند.

#### بنیاد بک‌یا
- کیم ته-وو در نقش اوه جونگ-هوان[۱۴]

منشی ارشد رئیس‌جمهور فعلی
- یو ها-جون در نقش کیم مین-جه
- چوی جین-هو در نقش سون مین-هو
- آن شی-ها در نقش جو هیون-هی[۱۵]
- لی کان-هی

### سایر بازیگران
- جو هه-ون در نقش سون گول-نیو

منبع اطلاعات لی جی-ووک
- لی جو-ون در نقش وکیل خصوصی سون مین-هو

### بازیگران مهمان
- هو جه-هو در نقش راننده کامیون (قسمت ۱)
- نام وو-هیون در نقش اوه کیونگ-مین (قسمت ۱)
- کواک هی-جو در نقش کیم یونگ-جون (قسمت ۱)
- کیم نام-جین در نقش مادر گو جین-یونگ (قسمت ۱)
- لی جون-سانگ در نقش بک سونگ-جه (قسمت ۱)
- شین جه-هوی در نقش پسر کلوب شبانه (قسمت ۱)
- جو سوک-ته در نقش چوی یونگ سوک (قسمت ۱)
- یانگ دونگ-گون در نقش زندانی (قسمت ۱)
- ها مین در نقش زن چوی یونگ-سوک (قسمت ۲)
- جه‌جه در نقش کارکن رستوران (قسمت ۱۳)[۱۶]

## تولید
در دسامبر ۲۰۱۹، آژانس نام گونگ مین، ۹۳۵ انترتینمنت، گزارش کرد که او پیشنهاد بازی در نقش دو جونگ-وو، یک کارآگاه را دریافت کرده است. در همان زمان، آژانس هان یه سول، پارتنرز پارک، اعلام کرد که به او پیشنهاد شده تا در این سریال حضور پیدا کند. هر دوی آن‌ها، بعداً حضور خود را در این سریال تأیید کردند. در ۲۰ مارس ۲۰۲۰، لی چونگ-آه به نام گونگ مین در گروه بازیگران پیوست. اولین جلسهٔ فیلم‌نامه خوانی در آوریل ۲۰۲۰ انجام شد. یون کیونگ-هو در ژوئن ۲۰۲۰ به گروه بازیگران پیوست. در اوت ۲۰۲۰، فیلم‌برداری سریال به دلیل دنیاگیری کووید-۱۹ متوقف شد. در اکتبر ۲۰۲۰، بک جی-وون و لی شین-یونگ حضور خود را در این سریال تأیید کردند، و فیلم‌نامه خوانی از جایی که در ماه اوت باقی مانده بود، ادامه یافت. اولین عکس‌ها از تولید این مجموعه در ۳ نوامبر ۲۰۲۰ منتشر شد.

## آمار بینندگان
| فصل | فصل | شمارهٔ قسمت | شمارهٔ قسمت | شمارهٔ قسمت | شمارهٔ قسمت | شمارهٔ قسمت | شمارهٔ قسمت | شمارهٔ قسمت | شمارهٔ قسمت | شمارهٔ قسمت | شمارهٔ قسمت | شمارهٔ قسمت | شمارهٔ قسمت | شمارهٔ قسمت | شمارهٔ قسمت | شمارهٔ قسمت | شمارهٔ قسمت | میانگین |
| فصل | فصل | ۱          | ۲          | ۳          | ۴          | ۵          | ۶          | ۷          | ۸          | ۹          | ۱۰         | ۱۱         | ۱۲         | ۱۳         | ۱۴         | ۱۵         | ۱۶         | میانگین |
| --- | --- | ---------- | ---------- | ---------- | ---------- | ---------- | ---------- | ---------- | ---------- | ---------- | ---------- | ---------- | ---------- | ---------- | ---------- | ---------- | ---------- | ------- |
|     | ۱   | ۱۱۱۹       | ۹۷۳        | ۹۷۷        | ۱۰۶۷       | ۹۴۸        | ۱۰۱۶       | ۷۹۶        | ۱۰۱۶       | ۹۰۴        | ۹۶۳        | ۱۲۰۳       | ۱۰۹۹       | ۱۱۷۴       | ۱۲۲۲       | ۱۲۳۶       | ۱۳۵۳       | ۱۰۶۶    |

| قسمت | تاریخ پخش اصلی | میانگین سهم مخاطب (Nielsen Korea) | میانگین سهم مخاطب (Nielsen Korea) |
| قسمت | تاریخ پخش اصلی | سراسر کشور                        | سئول                              |
| --- | -------------- | --------------------------------- | --------------------------------- |
| ۱ | ۳۰ نوامبر ۲۰۲۰ | ۴٫۷۰۴٪ (اول)                      | ۵٫۴۲۲٪ (اول)                      |
| ۲ | ۱ دسامبر ۲۰۲۰  | ۴٫۴۷۵٪ (اول)                      | ۴٫۹۷۱٪ (اول)                      |
| ۳ | ۷ دسامبر ۲۰۲۰  | ۴٫۰۱۲٪ (اول)                      | ۴٫۴۸۵٪ (اول)                      |
| ۴ | ۸ دسامبر ۲۰۲۰  | ۴٫۲۱۸٪ (اول)                      | ۴٫۸۴۷٪ (اول)                      |
| ۵ | ۱۴ دسامبر ۲۰۲۰ | ۳٫۹۲۱٪ (اول)                      | ۴٫۵۶۸٪ (اول)                      |
| ۶ | ۱۵ دسامبر ۲۰۲۰ | ۴٫۳۸۴٪ (اول)                      | ۵٫۰۸۹٪ (اول)                      |
| ۷ | ۲۱ دسامبر ۲۰۲۰ | ۳٫۴۵۱٪ (اول)                      | ۳٫۸۲۹٪ (اول)                      |
| ۸ | ۲۲ دسامبر ۲۰۲۰ | ۴٫۱۰۳٪ (اول)                      | ۴٫۵۸۹٪ (اول)                      |
| ۹ | ۲۸ دسامبر ۲۰۲۰ | ۴٫۱۱۱٪ (اول)                      | ۴٫۴۶۲٪ (اول)                      |
| ۱۰ | ۲۹ دسامبر ۲۰۲۰ | ۴٫۳۹۱٪ (اول)                      | ۵٫۰۴۳٪ (اول)                      |
| ۱۱ | ۴ ژانویه ۲۰۲۱  | ۴٫۷۹۰٪ (اول)                      | ۵٫۴۷۴٪ (اول)                      |
| ۱۲ | ۵ ژانویه ۲۰۲۱  | ۴٫۶۲۳٪ (اول)                      | ۵٫۳۶۰٪ (اول)                      |
| ۱۳ | ۱۱ ژانویه ۲۰۲۱ | ۴٫۷۹۵٪ (اول)                      | ۵٫۰۰۲٪ (اول)                      |
| ۱۴ | ۱۲ ژانویه ۲۰۲۱ | ۵٫۰۳۶٪ (اول)                      | ۵٫۶۴۷٪ (اول)                      |
| ۱۵ | ۱۸ ژانویه ۲۰۲۱ | ۵٫۳۹۷٪ (اول)                      | ۶٫۰۶۷٪ (اول)                      |
| ۱۶ | ۱۹ ژانویه ۲۰۲۱ | ۶٫۲۱۴٪ (اول)                      | ۶٫۷۶۴٪ (اول)                      |
| میانگین | میانگین        | ۴٫۵۳۹٪ (اول)                      | ۵٫۱۰۱٪ (اول)                      |
| - در جدول بالا، اعداد آبی کمترین رتبه را دارند و اعداد قرمز بیشترین رتبه را نشان می‌دهند. - این درام از یک کانال کابلی/پولی تلویزیون پخش می‌شود که در مقایسه با تلویزیون آزاد/پخش کننده‌های عمومی (اس‌بی‌اس، کی‌بی‌اس، ام‌بی‌سی و ئی‌بی‌اس) به‌طور معمول مخاطبان نسبتاً کمتری دارد. |                |                                   |                                   |

## پخش بین‌المللی
این مجموعه با زیرنویس چند زبانه در آی‌چی‌یی و ویو در آسیای شرقی در دسترس است.